# Саймс, Джон
Джон Саймс OBE (англ. John Symes; 11 января 1879, Кредитон, Девон — 23 сентября 1944, Ньютон-Эббот, Девон) — британский крикетист, чемпион летних Олимпийских игр 1900.
На Играх участвовал в единственном крикетном матче Великобритании против Франции, выиграв который, он получил золотую медаль. Всего он набрал 16 очков.
Участвовал в Первой мировой войне, и был награждён орденом Британской Империи в 1919 году.